# 폰티풀

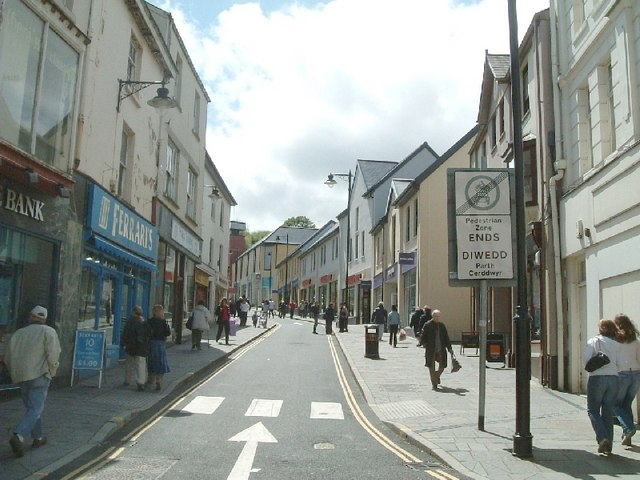
폰티풀

폰티풀(Pontypool)은 웨일스 토르바인의 도시로, 인구는 35,447명이다.